# (55212) Yukitoayatsuji
(55212) Yukitoayatsuji est un astéroïde de la ceinture principale.

## Description
(55212) Yukitoayatsuji est un astéroïde de la ceinture principale. Il fut découvert le 12 septembre 2001 à l'observatoire Goodricke-Pigott par Roy A. Tucker. Il présente une orbite caractérisée par un demi-grand axe de 2,94 UA, une excentricité de 0,08 et une inclinaison de 3,0° par rapport à l'écliptique.